# Li Keqiang
Li Keqiang je kineski političar i premijer Narodne Republike Kine od ožujka 2013. godine te tajnik Komunističke partije Kine Državnoga vijeća Narodne Republike Kine. Li je uz to i drugorangirani član Politbiroa KPK-a, de facto najvišeg odlučujućeg tijela Kine. Od 2008. do 2013. godine Li je služio kao potpredsjednik Kine, a u tom razdoblju bio je i prvi zamjenik premijera Wena Jiabaoa, a pod njegovu nadležnost tada su spadali i gospodarski razvoj, upravljanje cijenama, financije, klimatske promjene i makroekonomsko vođenje.
Li se probio kroz redove komunističke stranke započevši političku karijeru u mladeži KPK-e. Od 1998. do 2004. godine bio je guverner ujedno pokrajine Henan i tajnik KPK-e dotične pokrajine. Potom je imenovan za tajnika KPK-e pokrajine Liaoning, što ga je dovelo na najviši položaj u toj pokrajini. Naslijedio je Wen Jibaoa kao premijer Narodne Republike Kine u tzv. "petoj generaciji" komunističkoga vodstva Kine. Li će se morati brinuti o Kini u njezinom vrlo važnom razdoblju kada ona postaje vojno-pomorska velesila i nakon što je njezin nagli razvitak ostavio duboku podjelu između urbane i ruralne Kine, pa će tako Li morati uložiti napor u razvitak sela, ali ujedno povesti borbu protiv visokog zagađenja.